# Brzeźnicka Węgorza
Brzeźnicka Węgorza este o arie protejată (sit de importanță comunitară — SCI) din Polonia întinsă pe o suprafață de 592,16 ha, integral pe uscat.

## Localizare
Centrul sitului Brzeźnicka Węgorza este situat la coordonatele 53°31′32″N 15°41′23″E / 53.5256°N 15.6898°E.

## Înființare
Situl Brzeźnicka Węgorza a fost declarat sit de importanță comunitară în aprilie 2004 pentru a proteja 8 specii de animale.

## Biodiversitate
Situată în ecoregiunea continentală, aria protejată conține 5 habitate naturale: Lacuri eutrofice naturale cu vegetație de tip Magnopotamion sau Hydrocharition, Păduri de fag Luzulo-Fagetum, Păduri de fag Asperulo-Fagetum, Păduri de stejar sau de stejar și carpen sub-atlantice și medio-europene de Carpinion betuli, Păduri aluvionare cu Alnus glutinosa și Fraxinus excelsior (Alno-Padion, Alnion incanae, Salicion albae).
La baza desemnării sitului se află mai multe specii protejate:
- amfibieni (1): buhai de baltă cu burta roșie (Bombina bombina)
- mamifere (2): castor (Castor fiber), vidră de râu (Lutra lutra)
- nevertebrate (5): libelule (Leucorrhinia pectoralis), fluturele purpuriu (Lycaena dispar), Ophiogomphus cecilia, Unio crassus, Vertigo angustior